# ブロックチェーン推進協会
一般社団法人ブロックチェーン推進協会（Blockchain Collaborative Comsortium、略称：BCCC）は、日本においてブロックチェーン技術を普及推進する事業者団体。2016年4月25日に設立され、270社超の参加企業を有する。
東京都品川区大井1丁目47番1号 アステリア株式会社内に事務局を構える。

## 沿革
- 2016年4月25日 ブロックチェーン技術関係企業34社により発足[2]。理事長には、アステリア株式会社代表取締役社長の平野洋一郎が就任。
- 2016年6月30日 ブロックチェーン大学校の開校を発表[3]
- 2016年12月15日 BCCCの参加企業が100社を突破[4]
- 2017年7月1日 一般社団法人に改組。
- 2018年3月15日 BCCCの参加企業が200社を突破[5]

## 活動領域
- 情報共有：会員内での最新情報の共有
- 普及啓発：社会への普及啓発
- 領域拡大：金融以外への適用領域拡大
- 海外連携：海外団体との連携・協力
- 資金調達支援：スタートアップの促進

## 組織
BCCCの内部組織は、以下の8つの部会がある。
| 部会名称               | 部会長                                                                             |
| ---------------------- | ---------------------------------------------------------------------------------- |
| 金融部会               | 株式会社マネーパートナーズソリューションズ 取締役副社長 小西 啓太                  |
| スマートシティ部会     | カウラ株式会社 代表取締役CEO 岡本 克司                                             |
| リスク管理部会         | KYCコンサルティング株式会社 代表取締役 飛内 尚正                                   |
| 技術応用部会           | アステリア株式会社 ブロックチェーン事業推進室 副室長 森 一弥                       |
| トレーサビリティ部会   | 株式会社電通グループ 電通イノベーションイニシアティブ(DII)プロデューサー 鈴木 淳一 |
| トークンエコノミー部会 | アステリア株式会社 ブロックチェーンエバンジェリスト・コンサルタント 奥 達男        |
| NFT・ゲーム部会        | SBINFT 代表取締役社長 高 長徳                                                      |
| ステーブルコイン部会   | イネーブラー株式会社 DX 事業部 副事業部長 杉井 靖典                                |

（2022年4月1日現在）

## 役員・アドバイザー
| 役職         | 氏名         | 所属                                                                     |
| ------------ | ------------ | ------------------------------------------------------------------------ |
| 代表理事     | 平野洋一郎   | アステリア株式会社 代表取締役社長/CEO                                    |
| 副代表理事   | 田中邦裕     | さくらインターネット株式会社 代表取締役社長                              |
| 副代表理事   | 小西啓太     | 株式会社マネーパートナーズソリューションズ 取締役副社長                  |
| 副代表理事   | 福島良典     | 株式会社LayerX 代表取締役CEO                                             |
| 理事         | 杉井靖典     | イネーブラー株式会社 DX 事業部 副事業部長                                |
| 理事         | 鈴木淳一     | 株式会社電通グループ 電通イノベーションイニシアティブ(DII)プロデューサー |
| 理事         | 鈴木伸       | 株式会社CAICA DIGITAL 代表取締役社長                                     |
| 理事         | 丸山智浩     | PwCコンサルティング合同会社 シニアマネージャー                           |
| 理事         | 岡部典孝     | JPYC株式会社 代表取締役                                                  |
| 監事         | 鈴木智佳子   | PwCあらた有限責任監査法人 パートナー                                     |
| アドバイザー | 増島雅和     | 森・濱田松本法律事務所 パートナー                                        |
| アドバイザー | 増田雅史     | 森・濱田松本法律事務所 弁護士・ニューヨーク州弁護士                      |
| アドバイザー | 村口和孝     | 日本テクノロジーベンチャーパートナーズ 代表                              |
| アドバイザー | 森和孝       | One Asia Lawyers パートナー（在シンガポール）                            |
| アドバイザー | Anis Uzzaman | CEO, Pegasus Tech Ventures（在シリコンバレー）                           |
| アドバイザー | Anson Zeall  | Chairman, ACCESS（在シンガポール）                                       |

（2022年4月1日現在）